# Piotrowicze (sielsowiet Duniłowicze)
Piotrowicze (biał. Пятровічы; ros. Петровичи) – wieś na Białorusi, w obwodzie witebskim, w rejonie postawskim, w sielsowiecie Duniłowicze.

## Historia
W czasach zaborów wieś była własnością hrabiów Tyszkiewiczów. Leżała w granicach Imperium Rosyjskiego.
W dwudziestoleciu międzywojennym wieś leżała w Polsce, w województwie wileńskim, w powiecie duniłowickim (od 1926 postawskim), w gminie Duniłowicze.
Według Powszechnego Spisu Ludności z 1921 roku zamieszkiwały tu 343 osoby, 208 było wyznania rzymskokatolickiego, a 135 prawosławnego. Jednocześnie 213 mieszkańców zadeklarowało polską przynależność narodową, 124 białoruską, a 6 rosyjską. Były tu 63 budynki mieszkalne. W 1931 w 63 domach zamieszkiwało 337 osób.
Miejscowość należała do parafii rzymskokatolickiej i prawosławnej w Duniłowiczach. Podlegała pod Sąd Grodzki w Duniłowiczach i Okręgowy w Wilnie; właściwy urząd pocztowy mieścił się w Duniłowiczach.
W 1938 roku wieś należała do gromady Piotrowicze gminy Duniłowicze.